# Hylta
Hylta is een plaats in de gemeente Östra Göinge in het Zweedse landschap Skåne en de provincie Skåne län. De plaats heeft 65 inwoners (2005) en een oppervlakte van 24 hectare. Hylta wordt omringd door bos en net ten westen van het dorp stroomt de rivier de Bivarödsån.